# Eau bénite (bière)
Pour le sens premier, voir Eau bénite.
L'Eau Bénite est une bière brassée depuis 1996 par Unibroue à Chambly, au Québec.
Cette bière triple  (avec une refermentation en bouteille) est de type Abbaye, elle a une couleur blond doré, un peu trouble. Elle est vendue en bouteille de 341 mL, avec bouchon en métal à décapsuler, et en bouteille de 75 cL avec bouchon de liège.
Le nom provient du chanteur Robert Charlebois qui fut actionnaire de Unibroue. Celui-ci ayant offert une de ces précédentes bières ("La fin du monde") à deux bonne sœurs, l'une d'elles aurait dit : « C'est meilleur que de l'eau bénite ».

## Étiquette
« Que diable faisais-tu

En ange revêtu

Dans ce bénoitier plein

D'un liquide divin ?

Ta mine réjouie

De diable converti

Me donne d'instinct le goût

De m'y plonger itou. »

— poème écrit au dos de la bouteille
L'étiquette de la bière présente un ange cornu et musclé trempant dans une bassine de bière. On constate sur son bras le tatouage « I love Quebec ».